# Lavotchkin La-9
O Lavotchkin La-9 (Designações da NATO Fritz) foi um caça soviético produzido logo após a Segunda Guerra Mundial. Foi uma aeronave a pistão produzido no início da "Era Jato", quando começaram a surgir as primeiras aeronaves a jato bem-sucedidas.

## Desenvolvimento
O La-9 representa um desenvolvimento do protótipo Lavotchkin La-126. O primeiro protótipo, designado La-130 foi concluído em 1946. A similaridade ao famoso Lavotchkin La-7 era apenas superficial. O novo caça tinha uma construção completamente de metal e uma asa fluxo laminar. O peso reduzido pela eliminação da madeira na estrutura permitiu uma maior capacidade de combustível e um armamento composto de quatro canhões. Os testes em combate demonstraram que o La-130 se equiparava ao La-7, mas era inferior em relação ao Yakovlev Yak-3. O novo caça, designado oficialmente como La-9, entrou em produção em agosto de 1946. Um total de 1.559 aeronaves foram construídas até o final de sua produção, em 1948.

## Variantes
Como outros projetistas de aeronaves da época, Lavotchkin estava experimentando o uso de propulsão com jato para melhorar o desempenho de caças com motor a pistão. Uma tentativa foi o La-130R, com um motor foguete de combustível líquido RD-1Kh3, além do motor Shvetsov ASh-82FN. O projeto foi cancelado em 1946 antes do protótipo ser montado. Uma tentativa ainda mais diferente foi o La-9RD, testado em 1947-1948. Foi baseado em um La-9 de produção com uma estrutura reforçada e armamento reduzido para dois canhões, com um motor pulsojato RD-13 (o motor utilizado na V-1, provavelmente obtido de estoques da Luftwaffe), sob cada asa. O aumento de 70 km/h na velocidade máxima veio ao custo de um tremendo ruído e vibração. Os motores não eram confiáveis e pioravam a manobrabilidade. O projeto foi abandonado, apesar de cerca de 3 e 9 La-9RD terem aparecido em shows aéreos.
Outras variantes notáveis do La-9 foram:
- La-9UTI – versão para treinamento com dois assentos. Construído na GAZ-99 em Ulan-Ude. Duas versões foram produzidas: com uma metralhadora de 12.7 mm UBS e com um canhão de 23 mm NS-23 (todo o armamento é montado na capota sobre o motor, atirando através da hélice).
- La-132 (La-132) – protótipo com um motor Shvetsov M-93. Velocidade máxima projetada de 740 km/h (460 mph) a 6.500 m (21.325 ft). O motor provou ser uma falha e o único protótipo foi equipado com um motor experimental Shvetsov ASh-82M. A aeronave não entrou em produção.
- La-9M (La-134) – protótipo de caça de longo alcance, vide Lavotchkin La-11
- La-9RD – um La-9 foi equipado com dois motores pulsojato RD-13 auxiliares sob a asa.
- La-138 – um La-9 equipado com dois motores ramjet PVRD-450 auxiliares sob a asa.

## Operadores
China
- Força Aérea do Exército Popular de Libertação - importou 129 La-9 em 1950. Os últimos 5 La-9 foram aposentados em 1959.

 Alemanha Oriental
- Volkspolizei (5 operados de 1952 a 1956 antes da formação da Força Aérea do Exércio Nacional Popular)

 Coreia do Norte
- Força Aérea da Coreia do Norte

Romania
- Força Aérea da Roménia (10 entregues em 1950: 5 La-9 e 5 La-9 UTI)

 União Soviética
- Força Aérea Soviética
- Forças de Defesa Aérea Soviética

## Aeronaves em exibição

### China
- La-9 6201 está em exibição no Instituto Aeronáutico de Pequim, China como 7504
- La-9 (N/S não identificado) está em exibição no Museu da Força Aérea do Exército Popular de Libertação, Datangshan, Chiangping, China como 06
- La-9UTI (N/S não identificado) está em exibição no Museu da Força Aérea do Exército Popular de Libertação, Datangshan, Chiangping, China

### Coreia do Norte
- La-9 102 está exibido no Museu de Guerra da Liberação, Pyongyang, Coreia do Norte.[1]

### Romênia
- La-9 66 em exibição no Museu Militar Central, Bucareste, Romênia.

### Estados Unidos
- La-9 28 de Jerry Yagen no Museu de Aviação Militar, restaurado pela Pioneer Aero Restorations na Nova Zelândia entre 2001 e 2003, aeronavegável e registrado como N415ML.